# Renée Falconetti
Pour les articles homonymes, voir Falconetti (homonymie).
Renée Jeanne Falconetti, dite Falconetti, née le 21 juillet 1892 à Pantin et morte le 12 décembre 1946 à Buenos Aires, est une actrice française de théâtre et de cinéma.

## Biographie

### Origines
Renée Falconetti est la fille de Paul Pierre Falconetti (né à Sermano, en Corse) et d'Émilie Lucie Rose Antoinette Lacoste (née à Cahors dans le Lot).

### Carrière
Elle sort du Conservatoire (classe de Duminy) en 1919. Entrée à l'Odéon en 1919, elle y fait ses débuts dans La Vie d'une femme de Saint-Georges de Bouhélier. Elle fait un court passage à la Comédie-Française (1924-1925) où elle joue  Rosine dans Le Barbier de Séville, Bettine de Musset, Amoureuse de Porto-Riche et la quitte très rapidement. Durant sa carrière, elle incarna notamment Monique Lerbier dans La Garçonne habillée par Martial et Armand, Lorenzo dans Lorenzaccio, Nina dans La Rouille, Juliette dans Juliette ou la Clé des songes de Georges Neveux, Phèdre de Racine, Marguerite dans La Dame aux camélias.
Elle est surtout connue pour avoir interprété Jeanne d'Arc dans le film La Passion de Jeanne d'Arc de Carl Theodor Dreyer en 1927.
Elle a dirigé sa propre compagnie théâtrale, installée au Théâtre de l'Avenue, qu'elle achète en 1929 et qui la ruinera. Elle s'installe en Suisse dans les années 1930 grâce à la fortune de son amant, le milliardaire Henri Goldstuck.
Au début de la Seconde Guerre mondiale, elle rejoint l'Argentine en 1942. À Buenos Aires, elle met en scène et joue L'Échange de Paul Claudel et Les Monstres sacrés de Jean Cocteau.

### Vie privée et mort
Son petit-fils est l'acteur Gérard Falconetti.

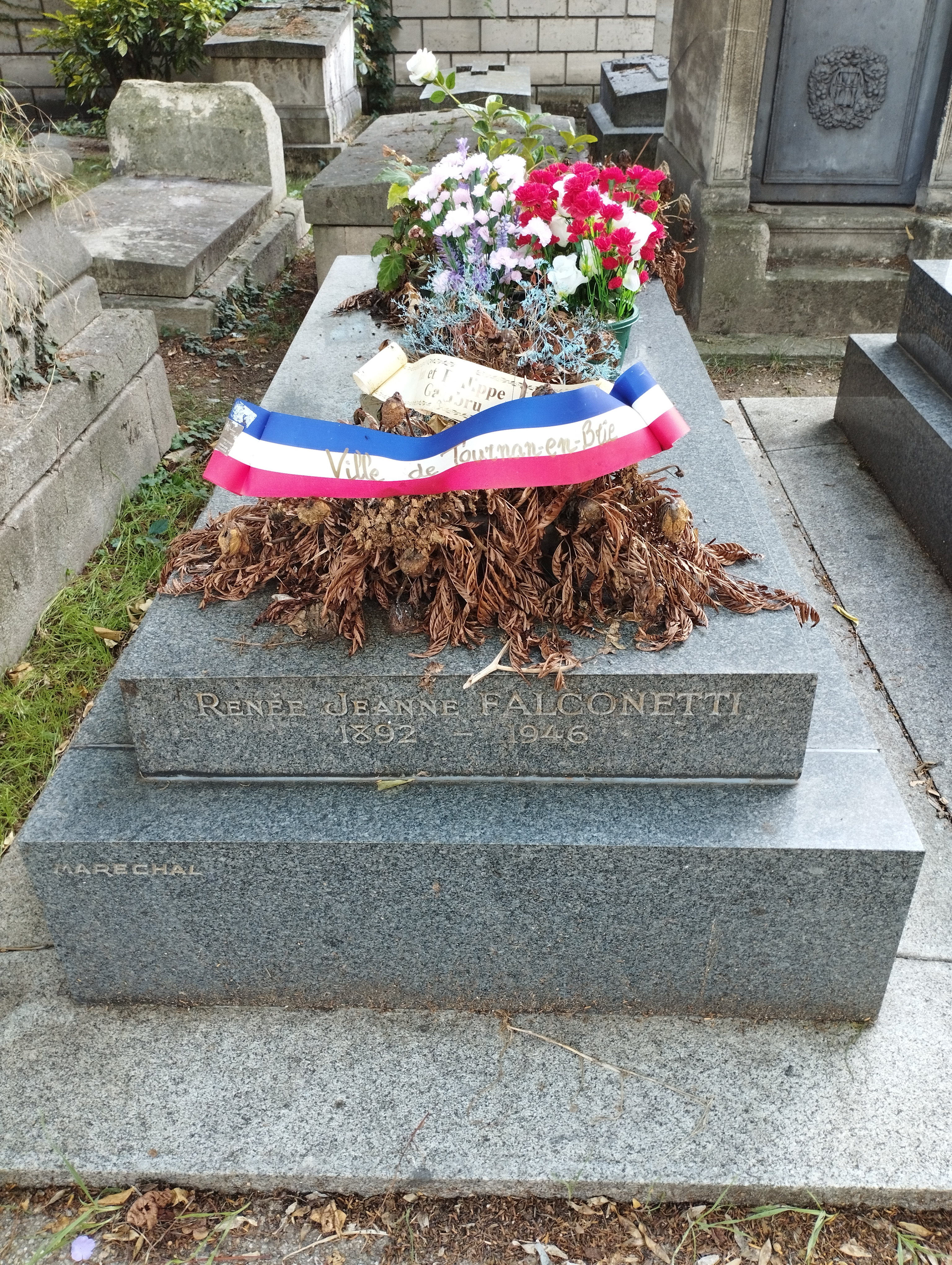
Tombe de Renée Falconetti au cimetière de Montmartre (division 16).

Elle se donne la mort à Buenos Aires en 1946. Elle est enterrée au cimetière de Montmartre à Paris (division 16).

## Cinéma
- 1917 : Le Clown, de Maurice de Féraudy : Alice Barnave
- 1917 : La Comtesse de Somerive de Georges Denola et Jean Kemm
- 1927 : La Passion de Jeanne d'Arc, de Carl Theodor Dreyer : Jeanne d'Arc

## Théâtre
- 1917 : L'Affaire des poisons de Victorien Sardou, Théâtre de l'Odéon
- 1919 : Aux jardins de Murcie, de José Feliú y Codina, Théâtre Antoine ; Renée Falconetti reprend le rôle en 1930 au Théâtre de l'Avenue[8]
- 1920 : Une faible femme de Jacques Deval, Théâtre Femina
- 1920 :  Le Simoun d'Henri-René Lenormand, mise en scène Gaston Baty, Comédie Montaigne
- 1921 : Le feu qui reprend mal de Jean-Jacques Bernard, mise en scène Alexandre Arquillière, Théâtre Antoine
- 1921 : Le Comédien de Sacha Guitry, Théâtre Édouard VII
- 1922 : La Chair humaine de Henry Bataille, Théâtre du Vaudeville
- 1922 : L'Avocat d'Eugène Brieux, mise en scène Victor Silvestre, Théâtre du Vaudeville
- 1923 : Charly, de André Jager-Schmidt et Valentine Thomson-Jager-Schmidt, Théâtre Michel
- 1924 : Le Bien-aîmé de Jacques Deval, Théâtre de la Renaissance
- 1924 : La Féérie Amoureuse de Saint-Georges de Bouhélier, Théâtre du Nouvel-Ambigu (7 avril 1924) lire en ligne sur Gallica
- 1924 : Le Barbier de Séville de Beaumarchais, Comédie-Française
- 1926, 12 juillet : La Garçonne, de Victor Margueritte, Théâtre de Paris
- 1925 : Bettine d'Alfred de Musset, Comédie-Française
- 1925 : Simili de Claude Roger-Marx, mise en scène Edmond Roze, Théâtre du Vieux-Colombier
- 1927 : Le miroir qui fait rire jouée le 1er avril 1927 au théâtre des Capucines, avec Harry Baur.
- 1928 : L'Enfant prodigue pantomime de Michel Carré fils, Théâtre Femina
- 1929, 22 novembre : La Rouille, de Vladimir Kirchon et Andreï Ouspenski, mise en scène Fernand Nozière et Nicolas Evreïnoff, Théâtre de l'Avenue
- 1930 : Juliette ou la clé des songes de Georges Neveux, Théâtre de l'Avenue
- 1932 : Lorenzaccio, d'Alfred de Musset (rôle de Lorenzo), Théâtre de L'Odéon
- 1934 : Jeanne d'Arc de Saint-Georges de Bouhélier, Théâtre de l'Odéon
- 1935 : La Créature de Ferdinand Bruckner, mise en scène Georges Pitoëff, Théâtre des Mathurins
- 1935 : La guerre de Troie n'aura pas lieu de Jean Giraudoux, mise en scène Louis Jouvet, Théâtre de l'Athénée